# Famille von Kursell
La famille Kursell est une famille noble germano-balte.

## Histoire
Elle remonte à Georg (Jörg, Jürgen) von Kursell, cité en 1422 comme vassal de l'Ordre Teutonique. L'origine exacte de cette famille n'est pas connue. Certains généalogistes voient de par son nom une possible origine française : Courcelle(s).
Le siège de la famille était le château de Sõmerpalu, dans la ville de Võru en Estonie, château détruit en 1588 au début de la guerre de Livonie. Elle donna des officiers distingués au service de la Suède, la Russie, la Prusse et l'Allemagne.

## Personnalités
- Klaus Kursell (exécuté le 3 juin 1570), colonel suédois (1567-1570), chef de file des courtisans (Hofleute) allemands d'Estonie. Seigneur de Sommerpahlen, Leal et Matzal.
- Christopher Engelbrecht von Kursell (1685-756), officier suédois et capitaine de la Confrérie de la Chevalerie Estonienne.
- Heinrich Adolf von Kursell (1693-1758, Francfort-sur-l'Oder), Generalmajor prussien et chef du 37e régiment, fondateur de la lignée de Silésie.
- Christopher Heinrich von Kursell (1722-1795), seigneur de Ocht, Generalleutnant russe.
- Moritz Engelbrecht von Kursell (1744-1799), capitaine de la confrérie de la Chevalerie estonienne, maréchal de la noblesse du gouvernement estonien, conseiller d'État impérial russe, président du Tribunal de la conscience (Gewissensgerichts) d'Estonie et recteur (Kurator) de l'École cathédrale de Tallinn.
- Konstantin von Kursell (1806-1880), Generalleutnant russe.
- Alexander Otto Adolf Werner von Kursell (1881-1905), jeune officier de la marine impériale russe, il périt en mer lors de la bataille de Tsushima à bord du cuirassé Knyaz Souvorov.
- Otto von Kursell (1884-1967), peintre et graveur germano-balte, conseiller et membre du Reichstag.
- Claus von Kursell (1910-1959), officier dans la Wehrmacht, il est décoré de la Croix de chevalier de la Croix de fer en octobre 1944. Après guerre, il rejoint la Bundeswehr en tant que major (commandant)